# Koto-furunushi

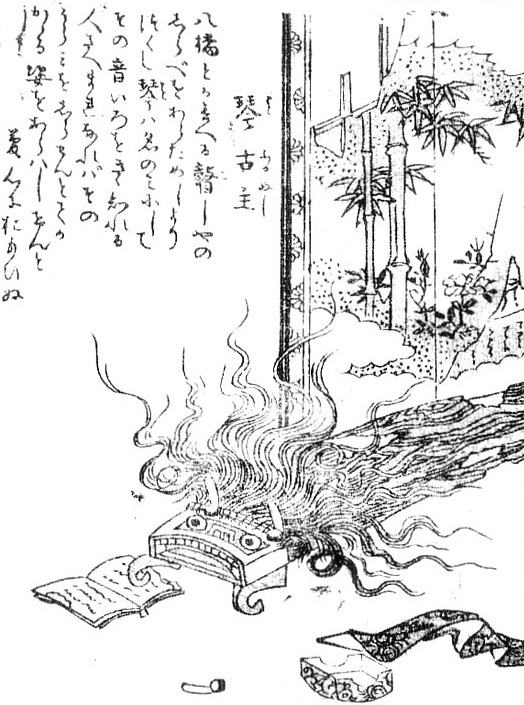
Ein Koto-furunushi, wie er in Toriyama Sekiens Werk Gazu Hyakki Tsurezure Bukuro (百器徒然袋) erscheint.

Der Koto-furunushi (jap. 琴古主; zu dt. „alter Meister Koto“) ist ein fiktives Wesen des japanischen Volksglaubens. Er ist ein Yōkai, gilt als harmlos und ist dem Wesen Biwa-bokuboku sehr ähnlich.

## Beschreibung
Der Koto-furunushi hat die Gestalt einer traditionellen Koto, der an ihrem Vorderende ein fratzenhaftes Gesicht wächst. Die Saiten lösen sich und stehen nun als lange Mähne wild in alle Richtungen ab. Es ist jedoch nicht überliefert, ob der Koto-furunushi laufen oder sich sonst wie fortbewegen kann.

## Folklore
Eine bekannte, alte Legende aus der Präfektur Saga auf der Insel Kyūshū soll aus dem 2. Jahrhundert nach Christus stammen. Sie erzählt von einem prunkvollen Bankett am kaiserlichen Hof. Um das Fest an einem gebührenden Ort abhalten zu können, ließ der japanische Herrscher einen verwilderten Garten nahe Kanzaki trimmen und freiräumen. Der Kaiser soll von dem Ergebnis so begeistert gewesen sein, dass er dem Hofstaat eine verwunschene Koto hinterließ, welche sich bald darauf in einen riesigen, üppigen Kampferbaum verwandelte. Seither erzählte man sich viele Jahrhunderte lang, dass jeder, der in besonders stillen und friedlichen Nächten nahe dem Baum verweile, liebliche Harfentöne vernehmen könne. Zwar sei der Standort des heiligen Kampferbaumes mit der Zeit vergessen worden, doch der Geist, welcher im Baum residieren soll, fahre gelegentlich in hundertjährige Kotos und erwecke sie zum Leben.

## Hintergrund
Das Wesen Koto-furunushi gehört zu einer besonderen Gruppe der Yōkai, den Tsukumogami (付喪神, dt. „Artefakt-Geister“): Dem japanischen Volksglauben zufolge können Haushaltsgeräte und Musikinstrumente aller Art nach Ablauf von 100 Jahren sich in Yōkai verwandeln, weil auch sie eine Seele besitzen. Auch Koto-furunushi entwickeln ein Eigenleben, wenn sie ihren „100. Geburtstag“ erreichen. Werden sie nach ihrer Verwandlung weiterhin mit großem Respekt behandelt, spielen sie an stillen Tagen von selbst Musikstücke, die auf ihnen über die Jahre hinweg vorgetragen wurden und an die sich deshalb erinnern. Werden Koto-furunushi hingegen ignoriert, bitten sie andere Tsukumogami darum, sie mitzunehmen, um für die Tsukumogami bei jeder sich bietenden Gelegenheit etwas vorspielen zu können.